# Myosorex kihaulei
Myosorex kihaulei är en däggdjursart som beskrevs av Stanley och Rainer Hutterer 2000. Myosorex kihaulei ingår i släktet Myosorex och familjen näbbmöss. IUCN kategoriserar arten globalt som starkt hotad. Inga underarter finns listade i Catalogue of Life.
Individerna blir 7,0 till 8,4 cm långa (huvud och bål), har en 3,6 till 4,6 cm lång svans och väger 8 till 12,5 g. Bakfötterna är 1,2 till 1,4 cm långa och öronens längd ligger mellan 0,6 och 0,9 cm. Pälsen på ovansidan bildas av hår som är mörka nära roten och bruna vid spetsen vad som ger en mörkbrun färg. Undersidans bruna päls är ljusare och inte lika intensiv färgad som hos Myosorex geata. Tårna är utrustade med kraftiga klor. Arten har stora och avrundade trampdynor vid bakfoten.
Denna näbbmus är bara känd från Udzungwabergen i centrala Tanzania. Den vistas där i regioner upp till 2000 meter över havet. Arten lever i bergsskogar och besöker ibland odlingsmark.
Individerna är främst nattaktiva men de kan vara aktiva på dagen. En hona var dräktig med två ungar. I en spyboll från en uggla hittades rester av denna näbbmus.